# Cindy Nelson
Cindy Nelson, född 19 augusti 1955, är en amerikansk före detta alpin skidåkare.
Nelson blev olympisk bronsmedaljör i störtlopp vid vinterspelen 1976 i Innsbruck.